# Pepsis heros
Pepsis heros ist eine südamerikanische Wegwespen-Art. Die Art gilt als größte lebende Art der Hautflügler.

## Merkmale
Männchen der Art erreichen eine Körperlänge von 26 bis 38 Millimeter, Weibchen von 35 bis 63 Millimeter. Der Körper der Tiere ist schwarz gefärbt mit deutlichem, blaugrünen metallischem Schimmer. Auch die Antennen sind schwarz gefärbt. Beide Flügelpaare sind dunkel bernsteingelb bis orangerot, der Rand auf allen Seiten unscharf begrenzt, aber markant verdunkelt, die äußerste Spitze der Vorderflügel wieder weißlich aufgehellt (beim Weibchen undeutlich). Am Kopf ist das Hinterhaupt merklich angeschwollen. Die Art ist durch Färbung und Größe fast unverkennbar. Von verwandten Arten ist sie, neben der Körpergröße und der Flügelfärbung, durch den hinteren Abschnitt des mittleren Körperabschnitts (Mesosoma) unterscheidbar: Das Metapostnotum (der hinterste Rumpfabschnitt) und das vordere Propodeum tragen nur sehr feine, kaum sichtbare Querkiele und sind matt. Bei anderen Arten der Artengruppe sind die Querkiele gröber und der Abschnitt zumindest schwach glänzend.
Tiere aus dem Westen des Verbreitungsgebiets (Kolumbien und Ecuador) weisen abweichend davon oft völlig verdunkelte Flügel auf, deren Rand dann aber etwas intensiver gefärbt ist als der Rest, manchmal heben sich die Adern etwas heller ab.

## Verbreitung
Die Art lebt im nördlichen Teil Südamerikas, im Amazonasbecken (Brasilien, Peru, Ecuador, Kolumbien, Venezuela) und den Guyanas. Sie erreicht in Kolumbien 750 und in Venezuela 1.100 Meter Höhe.

## Lebensweise
Über die Biologie der Art ist wenig bekannt. Es ist hoch wahrscheinlich, dass sie, wie alle Arten der Gattung Pepsis, Spinnen der Unterordnung Mygalomorphae, vor allem echte Vogelspinnen (Fam.  Theraphosidae) jagt. Die Art wurde zusammen mit der "Riesenvogelspinne" Theraphosa blondi beobachtet, deren Verbreitung recht gut mit der von Pepsis heros übereinstimmt. Ob sie tatsächlich spezifisch diese Art jagt, ist aber nicht bekannt. Die Larven von Pepsis heros sind Parasitoide, die sich vom Körper der durch Stiche gelähmten Spinne ernähren. Ausgewachsene Tiere der Gattung Pepsis sind oft Blütenbesucher mit einer auffallenden Präferenz für die Familie Asclepiadaceae, über die Art selbst ist aber nichts bekannt.

## Systematik
Die Art wurde von Fabricius als Sphex heros erstbeschrieben, wissenschaftliche Synonyme sind Pepsis atrata Lepeletier und Pepsis magnifica Montet. Die von Anders Gustaf Dahlbom unter dem Namen Pepsis heros angegebenen Tiere aus Mittelamerika sind Fehlbestimmungen von Pepsis marginata und Pepsis frivaldszkyi, auf Dahlbom zurückgehend wurde die Art lange Zeit irrtümlich in einigen Artenverzeichnissen für die Region geführt.
Die Gattung Pepsis umfasst mehr als 130 meist große und auffallend gefärbte Arten, die alle in Amerika leben. Pepsis heros gehört zur Pepsis rubra-Artengruppe, die durch ein Merkmal des Flügelgeäders kenntlich ist: Die Radialader trifft auf die Randader (Costa) in sehr spitzen Winkel zur Flügelbasis hin, so dass die letzte Zelle an der Spitze merklich verrundet ist. Bei den anderen Artengruppen der Gattung ist der Winkel stumpfer, manchmal beinahe rechtwinklig.